# Кая Скжек
Кая Скжек (пол. Kaja Skrzek, 12 листопада 1998) — польська стрибунка у воду. Учасниця Чемпіонату світу з водних видів спорту 2019, де в стрибках з метрового трампліна посіла 25-те місце. У стрибках з 3-метрового трампліна посіла 37-ме місце.